# Камализа, Майкл
Майкл Маршалл Монбрей Камализа (англ. Michael Marshall Mowbray Kamaliza; 1929—?) — профсоюзный и государственный деятель Танзании.

## Биография
Майкл Камализа происходил с острова Ликома на озере Ньяса. Он стал одним из двух танзанийских министров (наряду с Остином Шабой), который не имел гражданства Танганьики, а был родом из Ньясаленда (ныне Малави). Как и многие их земляки, они прибыли в также управляемую британцами Танганьику в поисках работы. При этом Камализа страдал от последствий полиомиелита.
Камализа участвовал в рабочем движении Танганьики, в 1955 году был среди учредителей Федерации труда Танганьики (ФТТ) и до 1957 года являлся её казначеем. В 1957—1960 годах занимал пост генерального секретаря профсоюза транспортных рабочих. В 1960—1962 годах — президент ФТТ. 
Как и генеральный секретарь ФТТ Рашиди Кавава, М. М. М. Камализа стал одним из важнейших профсоюзных функционеров, близких к боровшейся за независимость левой партии Африканский национальный союз Танганьики, и получил членство в руководстве ТАНУ и министерские посты в независимой Танганьике/Танзании. При этом с 1961 года Федерация была расколота между течением Камализы и Кававы и их оппонентами преимущественно из числа профсоюзов железнодорожных и почтовых работников, сторонниками Международной конфедерации свободных профсоюзов и противниками сближения с ТАНУ, возглавляемыми Кристофером Тамбо, которого в итоге отправили представителем в Лондон.
Камализа был министром труда Танганьики в 1963—1964 годах и вошёл в первый кабинет объединённой Танзании под началом Джулиуса Ньерере (до 1966 года). Примечательно, что возглавлявшие в разное время профсоюзную федерацию, а затем это министерство Камализа и Кавава отвечали за принятие законодательства, устранявшего автономию своего профсоюзного движения. Вместе с тем, в обмен на фактический запрет забастовок он требовал запрета увольнений работников, а также их участия в управлении предприятиями.
В 1964—1969 годах Камализа был генеральным секретарём Национального союза трудящихся Танзании (NUTA). В 1965 году избран вице-президентом Всеафриканской федерации профсоюзов. Параллельно он входил в ЦК и Национальный исполком ТАНУ, был депутатом Национального собрания.
К концу 1960-х в правящей партии ТАНУ обострились противоречия; в 1967 году сменивший ряд министерских портфелей Оскар Камбона перешёл в оппозицию и покинул страну, а в 1968 году из партии исключили 9 депутатов. В октябре 1969 года ряд внутрипартийных критиков правительства были обвинены в участии в заговоре против него и арестованы. В их числе были отстранённый от руководства NUTA (на посту генсека его сменил Альфред Сирил Тандау) М. М. М. Камализа, бывшая глава женского крыла ТАНУ (Союза танзанийских женщин) Биби Тити Мохаммед, экс-редактор печатного органа «Daily Nationalist» Грей Ли-кунгу Матака, генсек распущенной партии Африканский национальный конгресс Джон Данстен Чипака и несколько армейских офицеров, включая бывшего военного атташе в КНР. Большинству вменяли попытку свержения правительства и захвата власти по наущению изгнанника Камбоны, пока Ньерере и другие высшие руководители страны и армии находились за рубежом.
Камализа и остальные шесть человек стали первыми обвиняемыми в государственной измене в Танзании. Камализу обвиняли лишь в недонесении о госизмене, и суд признал недостаточность доказательств, оставив ему право на апелляцию. В итоге 127-дневного судебного процесса большинство обвиняемых, получили пожизненные сроки, Камализа — 10 лет заключения и был помещён под домашний арест. Позже был освобождён в июле 1971 года, в 1970—1980-х годах работал менеджером одной из частных компаний в северо-западной Танзании.